# 米尔恰·斯涅古尔
米尔恰·斯涅古尔（羅馬尼亞語：Mircea Snegur，發音：[ˈmirtʃe̯a ˈsneɡur]；1940年1月17日—2023年9月13日），摩尔多瓦政治人物。1990年至1997年，担任首任摩尔多瓦总统。苏联解体之前，曾担任摩尔达维亚苏维埃社会主义共和国最高苏维埃主席团主席（担任时间为1989年7月29日至1990年4月27日）、最高苏维埃主席（时间为1990年4月27日–1990年9月3日）。